# Кекины
Ке́кины — ростовские и казанские купцы и предприниматели.
Впервые Кекины упоминаются в дозорных и переписных книгах Ростова в 1615 году — тогда Аникей Кекин владел полулавкой в сапожном ряду и платил за неё «по двадцати алтын на год».
В Переписной книге 1646 года упоминаются дети Аникея: «В десятине Введенской двор Киприяна да Клима Еникеевых, детей Кекиных». Киприян имел двух сыновей: Антона и Гавриила, которым после его смерти остался двор «в посаде, леонтия чудотворца в приходе, на государевой белой земле».
Торговое дело начал Дмитрий Гаврилович; три его сына, Григорий, Алексей и Иван — продолжили, но особенно энергично повёл торговлю его внук, Алексей Григорьевич, который в 1800 году записался в купечество 1-й гильдии.
Кекины - старообрядцы-беглопоповцы, весьма усердные в вере, но по семейной традиции либерально относящиеся к религиозным формальностям, разделившим верующих на старый и новый обряды.
Фёдор Алексеевич Кекин после смерти отца (7 июля 1802 года) распространил свою торговлю на Петербург, Нижний Новгород, Иваново и Казань. Лишь последние годы он жил в Ростове. После его смерти (22 октября 1833 года) дело перешло к детям — Ивану и Леонтию.
Торговля в Казани и Оренбургском крае была отдана Леонтию Фёдоровичу (умер 9 февраля 1868 года, похоронен в церкви Троице-Сергиевого Варницкого монастыря). Л. Ф. Кекин вел большое торговое дело. Он закупал в Санкт-Петербурге бумажную пряжу и отправлял её для продажи в Казань; оттуда вывозил сало, масло, мёд, козий пух. Последний раздавали для очистки переработчикам в Ростове и по деревням, а в ярмарку собирали и отправляли за границу. Также Л. Ф. Кекин приобрёл бумагопрядильную фабрику в Чистополе, ранее принадлежавшую барону Врангелю, и заметно увеличил её обороты. «Он скупал и экспортировал за границу русский хлеб. Кроме того, имел собственные свечные заводы в пределах Ростовского уезда. Скупал для прядильных фабрик бумажную пряжу у крестьян ткачей». Он «был сильною, характерную фигурой коммерсанта первой половины 19 столетия. Такие натуры встречаются лишь в суровой старообрядческой среде с ее строгими нравами, фантастической верою и безграничной преданностью «старому обряду». Его жена умерла в 1848 году оставив пятерых малолетних детей, растить которых ему помогала сестра Мария Фёдоровна.
Алексей Леонтьевич Кекин (6 августа 1838 — 15 сентября 1897, Чертково, похоронен в Варницах, ц. Паисия и Уара). Основал торговый дом «А. Кекин и Ко», занимаясь хлебной торговлей вместе с братьями. Однако позднее они решили разделить наследство. Каждый из них стал обладателем капитала в 550 тыс. рублей. Фёдор Леонтьевич вёл торговое дело в Ростове, Владимир Леонтьевич — в Казани.
Состояние Алексея Леонтьевича за пятнадцать лет выросло в пять раз. К началу 1880-х гг. Кекин обладал капиталом ок. 5 млн. рублей, сосредоточенным преимущественно в недвижимости (доходные дома в центре С.-Петербурга, большие земельные владения в разных губерниях). Создал льнопрядильную фабрику «Рольма» в Ростове (1888, не ради ничтожных доходов, а чтоб занять горожан).
Известен как большого размаха благотворитель. На его средства построена и содержалась колония для бесприютных на Васильевском острове — церковь, богадельня, странноприимный дом, сиротский приют, бани и пр. Устроил водопровод в Ростове. Реставрировал кремлёвские храмы в Ростове. В селе Веске построил здание церковно-приходской школы. Строил лечебницу В Варницах на соляном источнике. Построил в Варницах церковь Паисия и Уара. В память рано умершего от ожирения сердца единственного сына Максимилиана построил храмы над его могилой в Петербурге, а также в с. Ладвуши Новгородской губернии (1890). Последние годы своей жизни А. Л. Кекин целиком посвятил общественной благотворительности.
С 1869 года Алексей Леонтьевич — действительный старшина Демидовского дома призрения в Петербурге. «За благотворительное усердие» его награждают орденом св. Станислава III степени. В 1875 году по высочайшему соизволению он назначается почётным попечителем Санкт-Петербургского учительского института, в каковом звании состоит до самой своей кончины, заслужив на этом поприще орден св. Владимира IV степени и чин статского советника.
В 1884 году написал воспоминания о семье, своем детстве, нравах и обычаях старого Ростова, отдельный очерк посвятил своему отцу; в 1888 году опубликовал без указания авторства путевые очерки о Европе и Святой Земле.
В зрелые годы перешел в новообрядческую церковь, сохранив верность и традиционным семейным устоям.
На квартире, снимавшейся на Даче Кекина в Парголово, готовили в 1887 году теракт против Александра III народовольцы Петр Шевырев, Александр Ульянов и др.
29 августа 2008 года в городе Ростове торжественно открылся Музей Ростовского купечества, улица Ленинская, дом 32, в бывшем доме отца Алексея Леонтьевича Кекина.
Владимир Леонтьевич Кекин (1841 - 1875) прожил недолгую жизнь, продолжил дело отца в Чистополе и Казани, умер во Флоренции (Италия), через год вдова перезахоронила его прах в Казани.
Леонтий Владимирович Кекин (1870  - 15 августа 1927, Шанхай), сын Владимира Леонтьевича. Отец и сын - купцы новой формации. Неослабное внимание к коммерческим вопросам — источнику благополучия — сочеталось с общественными интересами. Менялся образ жизни, привычки, круг общения.
Участвовал в работе Русского музыкального общества. По завещанию А.Л.Кекина назначен одним из душеприказчиков по выполнению этого Завещания, однако практически участия в этом не принимал.
На деньги Л. В. Кекина в Казани построено 3 дома, в том числе в 1905 году известный «Дом Кекина» на ул. Большой Лецкой (современная ул. М. Горького), дом 8/9..
После октября 1917 года в эмиграции.